# Градислав
Градисла́в (Градослав) — мужское имя славянского происхождения.
Происходит от древнерусских слов «град» — город и «слав» — слава, славить. По версии И. А. Седаковой,  имя следует понимать как «хорошо строящий». А. В. Суперанская считала, что Градислав в русском языке болгарского происхождения и имеет значение «строить, создавать + слава». В болгарском языке имя Градислав сокращался до Градо.
Производные формы имени — Градиславка, Градя, Градюша, Слава.